# Empezar Desde Cero Tour
A Empezar Desde Cero Tour foi a terceira turnê musical realizada pelo grupo mexicano RBD para promocionar o quinto álbum de estúdio, o Empezar Desde Cero (2007). A digressão teve início em 15 de fevereiro de 2008 em Hidalgo, Estados Unidos e foi finalizada em 4 de outubro do mesmo ano em Puerto Ordaz, Venezuela, com um total de 42 apresentações.

## Antecedentes e apresentações
Em fevereiro de 2008, a banda deu início a sua quarta turnê mundial, a Empezar Desde Cero Tour, que começou em Hidalgo, no Texas, na Dodge Arena. No final de 2007, a Tour Celestial nos Estados Unidos foi remarcada para fevereiro de 2008 e se tornou parte de sua nova turnê. La Nueva Banda Timbiriche foi responsável pelo ato de abertura nos Estados Unidos. Em 21 de abril de 2008, o grupo desembarcou em Brasília, onde realizou um show para cerca de 500 mil pessoas no aniversário da capital brasileira, a apresentação gerou a gravação do quinto DVD ao vivo do grupo, o Live in Brasília (2009).

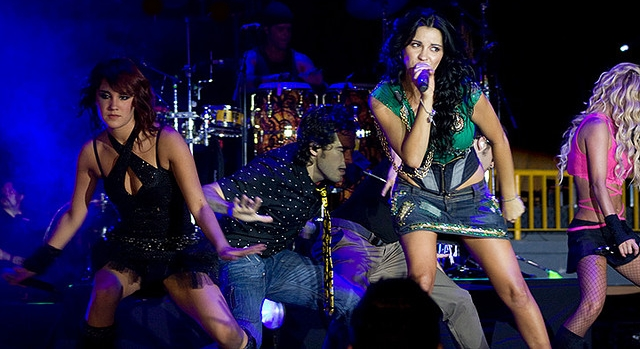
A banda interpretando "Fui La Niña" durante a turnê.

### Separação
No meio a turnê, o grupo anunciou sua separação oficial pouco antes do show em Madrid. Em 15 de agosto de 2008, foi publicado um press release no site oficial do grupo anunciando sua separação, afirmando "Realizamos juntos um sonho que nunca imaginamos que poderíamos realizar, cantamos, choramos e rimos com nossas músicas em todo o mundo e na frente de milhões de pessoas". Acrescentando "Deixamos uma marca indelével na vida de milhões de pessoas... Nossos queridos fãs! Você marcou nossa vida de uma maneira única; Nós os carregaremos em nossos corações para sempre. Todo grande projeto precisa ser transformado para transcender e hoje estamos iniciando esse processo".

## Recepção

### Desempenho comercial
Em 19 de abril de 2008, o grupo se apresentou na Bolívia, reunindo mais de 21 mil pessoas. O RBD se apresentou no Brasil para mais de 500 000 pessoas, quebrando o recorde do grupo britânico The Rolling Stones. Atingindo lotação esgotada nos seis shows realizados naquele país, 12 mil pessoas no Rio de Janeiro, 16 mil espectadores, por três noites seguidas em São Paulo, mais 8 mil pessoas reunidas em Manaus e 14 mil reunidos em Brasília. No dia 7 de junho de 2008, a revista Billboard divulgou que nos shows realizados nos dias 10 e 11 de maio em São Paulo houve a presença de 13 874 pessoas, ambas lotadas, arrecadando US$ 1 325 916. Por sua vez, no show realizado no dia 9 de maio no HSBC do Rio de Janeiro, o público foi de 9.844 pessoas com arrecadação de US $ 690 108.

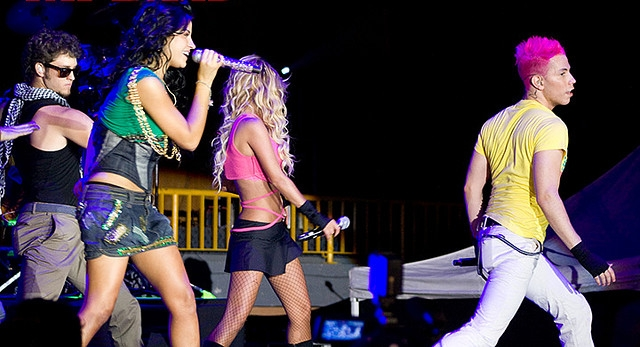
A banda interpretando "Fui La Niña" durante a turnê.

Em setembro, uma série de shows foi realizada na Eslovénia, os ingressos para seus dois shows agendados esgotaram em apenas trinta minutos, quebrando recordes de vendas.
O portal PollStar lançou os 100 melhores shows vendidos no ano em meados de 2008, RBD ficou em 49º lugar com 166 839 ingressos vendidos de janeiro de 2008 a junho do mesmo ano. As vendas de  PollStar  no terceiro trimestre classificaram o RBD em 48º lugar no top 100, com 301 015 ingressos vendidos de janeiro de 2008 a setembro de 2008. As vendas finais de  Pollstar  desde janeiro de 2008 a dezembro de 2008 mostraram que o RBD teve um total de 367 346 ingressos vendidos em 2008. O RBD alcançou US$ 4 4 milhões em vendas de ingressos de acordo com as "datas na América do Norte".

## Repertório
1. "Fui La Niña"
2. "Money Money"
3. "Me Voy"
4. "Ser o Parecer"
5. "Dame"
6. "Tenerte y Quererte" / "Un Poco De Tu Amor" / "Otro Día Que Va" / "Sólo Quédate en Silencio"
7. "Inalcanzable"
8. "I Wanna Be The Rain"
9. "Bésame Sin Miedo"
10. "Hoy Que Te Vas"
11. "Este Corazón" / "A Tu Lado"
12. "Sálvame"
13. "Y No Puedo Olvidarte"
14. "Light Up The World Tonight"
15. "No Pares"
16. "Te Daria Todo"
17. "Empezar Desde Cero"
18. "No Digas Nada" / "Si No Estás Aquí" / "El Mundo Detrás" / "Sueles Volver"
19. "Extraña Sensación"
20. "Celestial"
21. "Aún Hay Algo"
22. "Tras de Mí"
23. "Rebelde"

- A canção "Hoy Que Te Vas" foi apresentada apenas em 15 de fevereiro de 2008 em Hidalgo.
- As canções "Te Daria Todo" e "Light Up The World Tonight" foram introduzidas a partir de 21 de agosto de 2008 em Madrid.
- As canções "Sálvame" e "Extraña Sensación" não foram apresentadas em 27 de abril de 2008 em Antofagasta, devido a ausência de Anahí.
- A canção "Sálvame" foi interpretada em uma versão medley em Hidalgo, Dallas, Laredo, Las Vegas e Los Angeles.
- A canção "Extraña Sensación" não foi apresentada 17 de maio de 2008 em Belo Horizonte.

## Datas
| Data                    | Cidade                  | País                 | Local                        | Público         | Receita       |
| ----------------------- | ----------------------- | -------------------- | ---------------------------- | --------------- | ------------- |
| 15 de fevereiro de 2008 | Hidalgo                 | Estados Unidos       | Dodge Arena                  | 3,519 / 4,000   | US$ 384,356   |
| 16 de fevereiro de 2008 | Dallas                  | Estados Unidos       | American Airlines Center     | 6,457 / 7,000   | US$ 281,765   |
| 17 de fevereiro de 2008 | Laredo                  | Estados Unidos       | Laredo Entertainment Center  | —               | —             |
| 1 de março de 2008      | Las Vegas               | Estados Unidos       | Orleans Arena                | —               | —             |
| 2 de março de 2008      | Los Angeles             | Estados Unidos       | Nokia Theatre                | —               | —             |
| 7 de março de 2008      | Charlotte               | Estados Unidos       | Cricket Arena                | —               | —             |
| 9 de março de 2008      | Miami                   | Estados Unidos       | American Airlines Arena      | —               | —             |
| 14 de março de 2008     | Newark                  | Estados Unidos       | Prudential Center            | —               | —             |
| 15 de março de 2008     | Washington, D.C.        | Estados Unidos       | DC Armory                    | —               | —             |
| 16 de março de 2008     | Chicago                 | Estados Unidos       | Allstate Arena               | —               | —             |
| 28 de março de 2008     | Tucson                  | Estados Unidos       | Casino del Sol               | —               | —             |
| 29 de março de 2008     | Sacramento              | Estados Unidos       | Arco Arena                   | —               | —             |
| 3 de abril de 2008      | Bakersfield             | Estados Unidos       | Rabobank Arena               | —               | —             |
| 4 de abril de 2008      | San José                | Estados Unidos       | HP Pavilion                  | —               | —             |
| 5 de abril de 2008      | San Bernardino          | Estados Unidos       | Hyundai Pavilion             | —               | —             |
| 6 de abril de 2008      | San Diego               | Estados Unidos       | Coors Amphitheatre           | —               | —             |
| 11 de abril de 2008     | São Domingos            | República Dominicana | Palacio Virgilio Soto        | —               | —             |
| 13 de abril de 2008     | San Juan                | Porto Rico           | Coliseu José Miguel Agrelot  | —               | —             |
| 19 de abril de 2008     | Santa Cruz de la Sierra | Bolívia              | Estadio Ramón Aguilera       | —               | —             |
| 21 de abril de 2008     | Brasília                | Brasil               | Esplanada dos Ministérios    | —               | —             |
| 25 de abril de 2008     | Assunção                | Paraguai             | Estadio Defensores del Chaco | —               | —             |
| 26 de abril de 2008     | Santiago                | Chile                | Estadio Nacional             | —               | —             |
| 27 de abril de 2008     | Antofagasta             | Chile                | Estadio Sokol                | —               | —             |
| 9 de maio de 2008       | Rio de Janeiro          | Brasil               | HSBC Arena                   | 9,844 / 10,000  | US$ 690,108   |
| 10 de maio de 2008      | São Paulo               | Brasil               | Via Funchal                  | 13,874 / 14,500 | US$ 1,325,916 |
| 11 de maio de 2008      | São Paulo               | Brasil               | Via Funchal                  | 13,874 / 14,500 | US$ 1,325,916 |
| 14 de maio de 2008      | Manaus                  | Brasil               | Studio 5                     | —               | —             |
| 17 de maio de 2008      | Belo Horizonte          | Brasil               | Estádio do Mineirinho        | —               | —             |
| 30 de maio de 2008      | Austin                  | Estados Unidos       | Travis County Expo Center    | —               | —             |
| 20 de julho de 2008     | Ciudad del Carmen       | México               | Explanada del Domo del Mar   | —               | —             |
| 23 de julho de 2008     | Cidade do México        | México               | Roots Magic Club             | —               | —             |
| 21 de agosto de 2008    | Madrid                  | Espanha              | Palacio de los Deportes      | —               | —             |
| 25 de agosto de 2008    | Barcelona               | Espanha              | Palau Sant Jordi             | —               | —             |
| 4 de setembro de 2008   | Liubliana               | Eslovênia            | Hala Tivoli                  | 18,843 / 19,612 | US$ 1,184,855 |
| 5 de setembro de 2008   | Liubliana               | Eslovênia            | Hala Tivoli                  | 18,843 / 19,612 | US$ 1,184,855 |
| 6 de setembro de 2008   | Bucareste               | Roménia              | Sala Polivalenta             | 5,657 / 6,000   | US$ 368,230   |
| 7 de setembro de 2008   | Belgrado                | Sérvia               | Belgrade Arena               | 16,023 / 16,023 | US$ 690,763   |
| 13 de setembro de 2008  | Barquisimeto            | Venezuela            | Arena Plaza Ferial           | —               | —             |
| 14 de setembro de 2008  | Caracas                 | Venezuela            | Poliedro de Caracas          | 8,250 / 8,500   | US$ 387,333   |
| 4 de outubro de 2008    | Puerto Ordaz            | Venezuela            | Polideportivo Cachamay       | —               | —             |
| Total                   | Total                   | Total                | Total                        | 82,467 / 85,635 | US$ 5,313,326 |

### Showscancelados
| Data                 | Cidade                 | País    | Motivo(s)                  | Ref.   |
| -------------------- | ---------------------- | ------- | -------------------------- | ------ |
| 23 de agosto de 2008 | Santiago de Compostela | Espanha | Logística e infraestrutura | [ 17 ] |

## Prêmios e indicações
| Ano  | Premiação        | Categoria             | Resultado | Ref.   |
| ---- | ---------------- | --------------------- | --------- | ------ |
| 2008 | Premios Juventud | Mi concierto favorito | Nominados | [ 18 ] |

## Créditos
Ficha técnica:
| RBD - Alfonso Herrera – vocal - Anahí – vocal - Christian Chávez – vocal - Christopher Uckermann – vocal - Dulce María – vocal - Maite Perroni – vocal | Banda - Charly Rey – guitarra, violão, vocal - Eddie Tellez – teclado, piano - Guido Laris – diretor musical, baixo, violão, vocal - Luis Emilio "Catire" Mauri Arreaza – percussão - Mauricio "Bicho" Soto Lartigue – bateria |